# James Huneker
James Gibbons Huneker (Filadelfia, 1857 – Brooklyn, 1921) è stato un musicologo, critico teatrale e critico d'arte statunitense.
Oltre che musicista, fu anche scrittore e critico letterario; la sua produzione critica riguarda quasi tutte le forme d'arte. Fra i suoi testi più noti si possono annoverare Mezzetinte nella musica moderna (1899), Chopin: l'uomo e la sua musica (1900),  i racconti satirici Melomaniaci (1902), Sovratoni (1904), Visionari (1905), Egoisti: un libro di superuomini (1909) ed Unicorni (1917).
Nel 1920 pubblicò la sua autobiografia, Steeplejack, e un romanzo, Painted Veils.